# HAT神戸

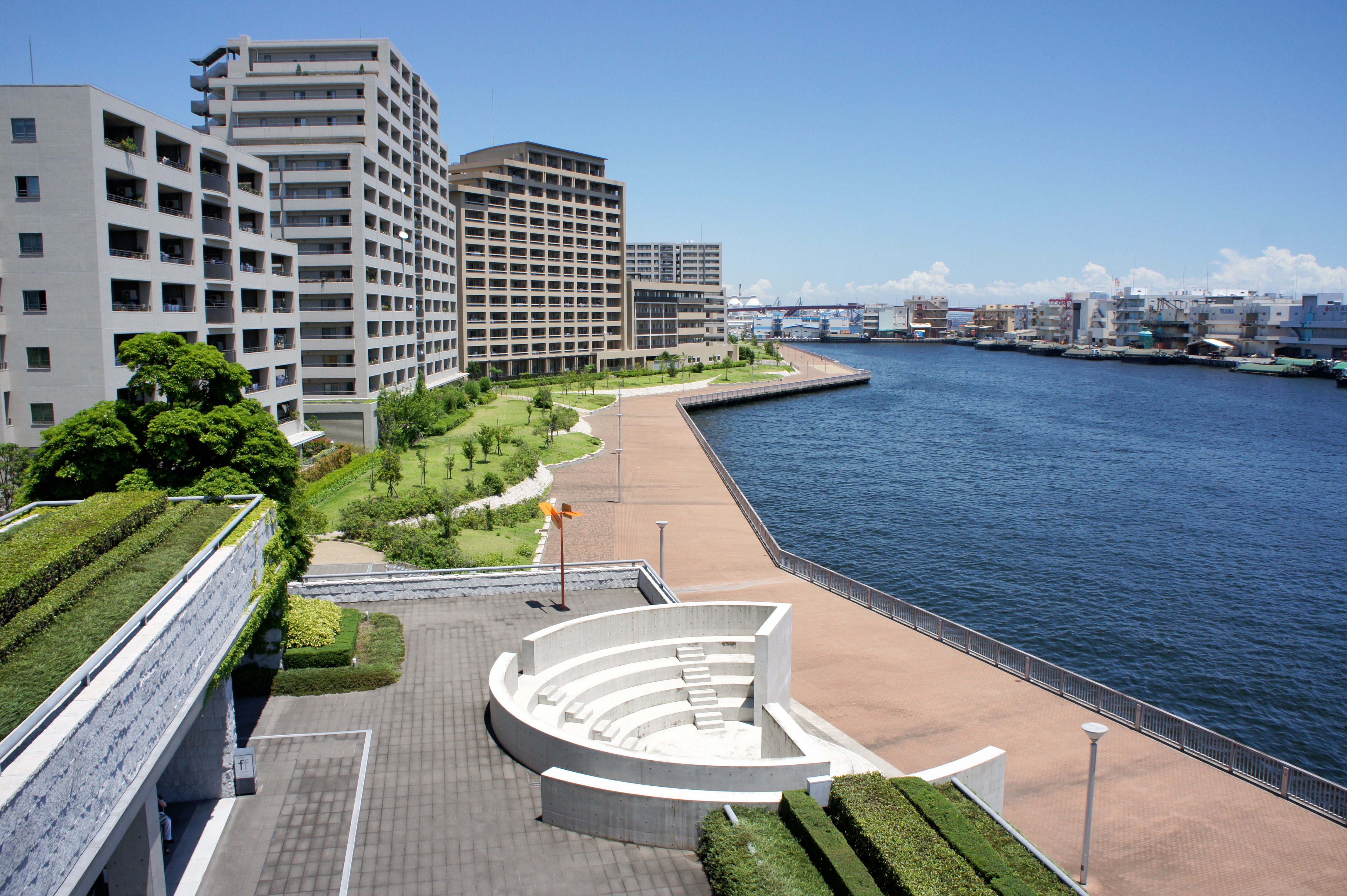
運河とハーバーウォーク

HAT神戸（ハットこうべ）は、神戸市の東部新都心として開発された地区の名称。名称の「HAT」とは「Happy Active Town」の略で、公募により決定された。三宮地区を中心として、西側のハーバーランドと対をなす東側の新都心である。1996年に着工、1998年に供用が開始。
区域は概ね阪神高速3号神戸線の摩耶出入口から生田川出入口の区間の南側にあたる。当地区は、屋内スキー施設のマヤ・エスポートや川崎製鉄阪神製造所、神戸製鋼所等があったが、阪神・淡路大震災の被災により、移転や空き地となった。

## 主な施設
- ヤマダデンキTecc LIFE SELECT 神戸本店 - 店舗前にはナブテスコ発祥の地の碑がある
- ケーズデンキHAT神戸店
- ブルメールHAT神戸（関西スーパー、ユニクロ、109シネマズなど）
- 国際健康開発センタービル
  - WHO健康開発総合研究センター（WHO神戸センター・WKC）
  - ひょうご国際プラザ（兵庫県国際交流協会）
  - シスメックス本社
  - 日本看護協会神戸研修センター
- 神戸製鋼所本社
- 兵庫県立美術館
- 人と防災未来センター
  - 人と防災未来センター東館
  - 防災未来館
  - 独立行政法人防災科学技術研究所 地震防災フロンティア研究センター
  - アジア防災センター
  - 国際連合人道問題調整事務所（OCHA）神戸
  - 国際防災復興協力機構
  - 公益財団法人ひょうご震災記念21世紀研究機構
- 水際広場
  - ハーバーウォーク
- HATなぎさの湯（天然温泉複合施設）
- 神戸市立渚中学校
- 神戸市立なぎさ小学校
- 国際協力機構関西センター（JICA関西）
- 神戸赤十字病院
- 兵庫県赤十字血液センター
- 兵庫県災害医療センター
- 神戸防災合同庁舎
  - 神戸地方気象台
- 兵庫県こころのケアセンター
- 神戸こども初期急病センター
- あめんぼ公園
- なぎさ公園
- ゆめ公園
- イルカ公園
- 〇×公園

## 周辺施設
- JR神戸線（東海道本線）灘駅（北方約700m）
- 阪急神戸本線
  - 春日野道駅（北方約800m）
  - 王子公園駅（北方約1km）
- 阪神本線
  - 岩屋駅（北方約500m）
  - 春日野道駅（北方約300m）
- 葺合警察署
- 葺合郵便局
- 兵庫県立美術館 原田の森ギャラリー
- 神戸市王子スタジアム
- 西山記念会館
- 神戸文学館
- 神戸市立王子動物園
  - 旧ハンター住宅
- シマブンコーポレーション本社
- JFEスチール神戸ビル
- BBプラザ
  - BBプラザ美術館